# 金法麟
金 法麟（キム・ボムニン、김법린、1899年8月23日 - 1964年3月14日）は、韓国の僧侶、独立運動家、政治家、学者。大韓民国の政務職公務員。

## 生涯

### 生涯初期
慶尚北道永川出身で本貫は金寧金氏。号は梵山、筆名を鉄唖。1914年に銀海寺で出家して翌年梵魚寺の明正学校1年過程を終えた後江原で史教科を修了した。その後新学問を学ぶためにソウルの徽文高等学校に入学し、1918年に佛教中央学林（現・東国大学校）へ編入した。

### 独立運動
1919年の三・一運動時ソウルで韓龍雲から独立宣言書を受けて東莱梵魚寺で万歳運動を主導した。三・一運動が起きる直前梵魚寺の代表としてソウルに上京し、3月4日ソウルで万歳運動が起きると梵魚寺に戻り、万歳運動を計画した。そして3月18日に東莱邑市の日を期して万歳運動を起こした。
万歳運動後には警察の警戒網を避けて1919年4月に上海市へ亡命した。この時、仏教学校佛教中央学林内に設置された韓国民団本部の代表として派遣された。韓国民団本部は僧侶白初月を中心に中央学林出身僧侶数十人が結成した抗日秘密結社として機関紙「革新公報」を発行する一方軍資金収合活動を展開した。また民団本部では大韓民国臨時政府と満州等の地に部員を派遣して国外独立運動との連結を図った。
このような任務を帯びて上海市に派遣され、大韓民国臨時政府に参加して、国内派遣員として1919年5月頃再び韓国に入って来た。1919年6月に大韓民国臨時政府の要請で1884年から1910年までの日本の侵略資料を収集、整理してこれをコピーして大韓民国臨時政府に伝達した。韓国で上海市の大韓民国臨時政府を含めて国外独立運動の消息を国内に伝達するために「華新公報」を発刊して地方まで配布しながら宣伝活動を展開した。また満州に移って革新公報を発行して国内に搬入した。丹東県六道溝に東光商店で偽装した独立運動根拠地を用意して上海市の申尚琓と白性郁、韓国の金尚憲などと連絡を取りながら僧侶の団結に努力した。

### 僧侶活動
1920年に佛教中央学林を卒業して白性郁・申尚琓などとともに上海市に渡って1920年初に義勇僧軍を計画して韓国に戻ったが、事前に同志が捕まり、今一度上海市に亡命した。義勇僧軍計画は実行されなかったが、全国の僧侶を軍事体制で組織して組織的な抗日運動を展開するために計画された。
義勇僧軍計画挫折直後の1921年にフランスに留学した。僧侶としての外国留学は、困難を極めたが、幅広い世界に接して祖国独立の道を模索するために留学に出た。
フランスパリ大学文学部哲学科に在学しながら、パリに本部を置く被圧迫民族大会に韓国代表として出席し、西欧の自由思想を研究するのに没頭した。1926年哲学科を卒業してフランス留学を終えると、1928年初に帰国した。1928年に白性郁・金尚昊などとともに仏教青年会の中興を図ったし、1929年1月朝鮮仏教宣教両宗僧侶大会を開催して仏教自主化に献身した。1929年春に朝鮮語学会が主管する朝鮮語辞典編纂会準備委員として参加した。
また、秘密結社卍党を通じて独立運動を展開した。卍党は仏教系民族運動の指導者韓龍雲の指導の下、金法麟と조은택・박창두など僧侶が1930年5月に組織した抗日秘密結社である。卍党は日本の植民地政策を排斥し、政教分離、仏教の大衆化、仏陀精神の具現を主張して慶南泗川市の多率寺を拠点に秘密闘争を展開した。卍党は国内だけではなく日本東京にまで支部を設置したが、1930年に東京支部の責任を引き受けながら駒沢大学で仏教を研究して1931年に東京で朝鮮青年同盟を組織して独立運動を広げた。1933年からは多率寺を含めて海印寺・梵魚寺などで教学を講義する一方、独立精神を高めるのに力を傾けた。
卍党組織が1938年末に露見し、主要人物として手配を受け、1938年慶尚南道晋州で検挙投獄された。
出獄後ほどなく1942年10月に朝鮮語学会事件に連座し警察にまた逮捕された。この時日本に逮捕された会員は彼を含めて32人に達したが、これらは日本の取調過程で火刑・吊り下げて打ち付ける・飛行機に載せるなどの拷問に2年以上あってから1945年1月16日咸興地方法院で懲役2年執行猶予4年の判決を受けた。

### 光復以後
解放を迎えた1945年冬、仏教中央総務委員に選出されて当時米軍政長官ジョン・リード・ホッジ将軍に会って日本人僧侶が居住した寺刹を宗団で引き受けるように要請した。金九がモスクワ三国外相会談に反発、信託統治反対運動を推進すると、12月30日結成された信託統治反対国民総動員委員会委員になった。
その後東国学院の理事長になり、1948年3月に米軍政庁軍政長官ディーン所長から初代総選挙を管理するための中央選挙委員会委員に任命された。1949年8月20日に民族陣営強化委員会常務委員に選出され、1952年に文教部長官に任命された。1953年にユネスコ韓国委員会委員長になり、第3代民議院で活躍するなど政治にも参加した。1959年に原子力院長、1963年に東国大学校総長になって人材養成と教育にも特別な熱意を見せた。1964年に66歳で死んだ。
その外にも立法議員議員、大韓国民監察委員、考試委員長、京城仏教専門学校教授、梵魚寺仏教専門講院院監、東国大学校教授を歴任した。
大韓民国政府では1995年に建国勲章独立章を追贈した。

## 死後
2008年8月に学術誌『韓国史市民講座』下半期号(43号)で大韓民国建国60周年特集「大韓民国を立てた人々」を選抜、建国の基礎となった32人を選定する時文化、宗教、言論部門の一人に選定された。